# Maureen Toal
Maureen Toal (Fairview, Dublín, 7 de septiembre de 1930 - Sandycove, 24 de agosto de 2012) fue una actriz irlandesa cuya carrera profesional duró más de sesenta años.
Nació en 1930 y era originaria de Fairview, Dublín. Toal se presentó en el Abbey Theatre de Dublín en 1946, cuando sólo tenía dieciséis años. Se convirtió en accesorio en el teatro, retratando a Bessie Burgess en The Plough and the Stars y Widow Quinn en The Playboy of the Western World. También apareció en varios programas de mujer, incluyendo Baglady, que fue escrita por el dramaturgo irlandés Frank McGuinness. Otro dramaturgo, John B. Keane escribió el papel de Mame Fadden en su obra, The Change in Mame Fadden, específicamente para Toal. Hugh Leonard también escribió personajes de sus obras A life y Great Big Blonde con la intención de darle el papel a Toal.
Toal era conocida por el público televisivo en Irlanda por su papel de Teasy McDaid en Glenroe de RTÉ One durante la década de 1990.
La University College Dublin otorgó a Toal un doctorado honoris causa en literatura en 2010. En su discurso de ceremonia, Frank McGuinness la llamó "nuestra gran actriz".
Maureen Toal murió mientras dormía en su casa en Sandycove, Dublín, el 24 de agosto de 2012, a la edad de 81 años. Le sobreviven su hijo, Colm O'Shea, dos hermanas, un hermano y tres nietos.